# Tremadog
Tremadog är en by i community Porthmadog, i kommunen Gwynedd, i Wales. Byn är belägen 28 km från Dolgellau. Byn hade 736 invånare år 2021.